# Matthew Aucoin

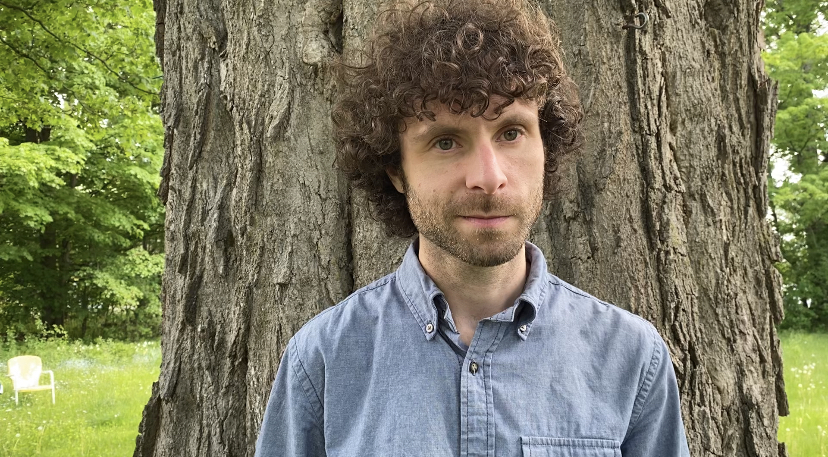
Matthew Aucoin

Matthew Aucoin (* 1990 in Boston) ist ein US-amerikanischer Komponist, Pianist, Dirigent und Autor.

## Leben
Matthew Aucoin wurde in Boston als Sohn von Don und Carol Aucoin geboren. Der Vater arbeitete als Journalist für den Boston Globe. Aucoin galt als musikalisches Wunderkind. Er beschäftigte sich seit seiner Kindheit mit dem Komponieren von Musik. Er erhielt ab dem 6. Lebensjahr – mit Unterbrechungen – Klavierunterricht, zeigte früh Interesse an klassischer Musik, bevorzugte aber während des Heranwachsens Rockmusik und spielte in einer Rockgruppe Keyboard, bevor er sich wieder der klassischen Musik zuwendete.
Er studierte in Harvard Literatur, seine Mentorinnen in Harvard waren die Poetin Jorie Graham (* 1950) und die Literaturwissenschaftlerin und -kritikerin Helen Vendler (1933–2024). Er schloss sein Studium 2012 mit Bestnote ab, seine Abschlussarbeit, eine Sammlung von Gedichten mit dem Titel „Aftermusic“, wurde in Harvard mit dem Thomas T. Hoopes Prize for outstanding scholarly work or research ausgezeichnet. Er studierte an der Juilliard School Komposition bei Robert Beaser (* 1954) und dirigierte in dieser Zeit für die Dunster House Opera Society (heute Harvard College Opera) die Die Fledermaus von Johann Strauß und Mozarts Hochzeit des Figaro. Nach Erhalt seines Diploms arbeitete er als Assistant conductor an der Metropolitan Opera in New York, wo er Thomas Adès, James Levine und Valery Gergiev assistierte.
2013 wurde er vom Chicago Symphony Orchestra für das Sir Georg Solti Conducting Apprenticeship ausgewählt. Das Stipendium erstreckte sich über zwei Jahre und beinhaltete die Zusammenarbeit mit Riccardo Muti und Pierre Boulez. Sein Debüt als Dirigent des CSO hatte er 2014, als er den erkrankten Pierre Boulez vertreten musste. In Chicago komponierte er nach eigenem Libretto die Kinderoper Second Nature, die am 19. August 2015 in Chicago uraufgeführt wurde.
2015 war er Composer in residence am Peabody Essex Museum in Salem. Im gleichen Jahr wurde seine Oper Crossing mit Rod Gilfry und Alexander Lewis in den Hauptrollen am Citi Shubert Theatre in Boston uraufgeführt. Crossing, das bei der Fachkritik sowohl positive als auch negative Reaktionen hervorrief,
ist als Auftragswerk im Zusammenhang mit dem 175-Jahresgedenken an den Amerikanischen Bürgerkrieg entstanden. Aucoins Libretto basiert auf dem Tagebuch von Walt Whitman, dem Protagonist der Oper. 2016 lud ihn die Los Angeles Opera für drei Jahre als Composer in residence ein. Als Auftragsarbeit für die Los Angeles Opera schrieb er eine Musik zu dem Stummfilm Nosferatu von F. W. Murnau, die bei einer Filmaufführung in The Theatre at Ace Hotel in Los Angeles mit dem Orchester der Los Angeles Opera unter seiner Leitung Premiere hatte.
2018 erhielt Aucoin eine MacArthur Fellowship.
Aucoin gibt regelmäßig Konzerte mit Kammermusik-Ensembles, häufig zusammen mit dem Violinisten Keir GoGwilt, einem Studienkollegen aus Harvard, mit dem er eine Reihe seiner Stücke uraufgeführt hat, und von denen einige in enger Zusammenarbeit mit GoGwilt entstanden sind.
Aucoiuns Gedichte und Essays wurden in der Yale Review, in The Colorado Review und The Boston Globe gedruckt.

## Werke (Auswahl)
Opern, Musiktheater
- From Sandover (2010)[10]
- Hart Crane (2012)[11]
- Crossing (2015)[12]
- Second Nature (2015)[13]
- Eurydice (2020)[14]

Orchesterwerke
- This Same Light (2013)
- The Seal Broken (2012)
- Cadenzas to Beethoven’s Violin Concerto (2012)
- Nosferatu, Filmmusik (2015)

Kammermusik, Lieder
- Dual, Duo für Cello und Bass (2015)
- This Earth, für Countertenor und Klavier (2015)
- Three Études for solo piano (2014)
- The Orphic Moment, dramatische Kantate für Countertenor, Solovioline und Kammerorchester (2014)
- Celan Fragments, Violine und Klavier (2014)
- Piano Trio (2014)
- Three Whitman Songs, für Bariton, 4 Celli und Klavier (2013)
- Kinship, für Sopran und Klavier
- Poem for Violin, für Violine solo  (2012)